# Minimal-Change-Glomerulonephritis
Die Minimal-Change-Glomerulonephritis (MCGN, Synonyme: glomeruläre Minimalläsionen, Lipoidnephrose, besser ist die Bezeichnung Minimal-Change-Glomerulopathie (MCGP) bzw. (englisch) Minimal Change Disease (MCD), da ihr alle Charakteristika einer Entzündung (-itis) fehlen) ist eine Erkrankung des Nierenkörperchens und bei Kindern die häufigste Ursache eines nephrotischen Syndroms; im Alter unter zehn Jahren beträgt der Anteil 90 % der Erkrankten, im Alter darüber liegt der Anteil über 50 %. Beim nephrotischen Syndrom im Erwachsenenalter beträgt der Anteil der Minimal-Change-Glomerulonephritis etwa 10–15 %. Die Nierenfunktion ist meist normal, kann bei Erwachsenen aber auch geringgradig eingeschränkt sein. In Einzelfällen kann ein akutes Nierenversagen auftreten.

## Häufigkeit
Die Minimal-change-Glomerulonephritis ist die häufigste Ursache für ein nephrotisches Syndrom im Kindesalter. Sehr häufig ist die Erkrankung insbesondere bei zwei- bis sechsjährigen Kindern (90 Prozent aller nephrotischen Syndrome). Beim Erwachsenen ist sie bei 10–15 Prozent aller nephrotischen Syndrome die zu Grunde liegende Ursache.

## Pathogenese

Schema der im Elektronenmikroskop sichtbaren Veränderungen einer Kapillarschlinge des Nierenkörperchens bei Minimal-Change-Glomerulonephritis: Diffuser Verlust der Fußfortsätze der glomerulären Epithelzellen (Podozyten)
Dunkelviolett – Basalmembran
Pink – Endothel
Grün – Viscerales Epithel
Hellviolett – Mesangium

Ursache der Minimal-Change-Glomerulonephritis ist möglicherweise eine Störung der T-Zellen. Es wird vermutet, dass diese ein Zytokin sezernieren, welches die Podozyten des Nierenkörperchens schädigt. Bei dem Zytokin handelt es sich möglicherweise um Interleukin-13. Vielleicht sind aber auch Hämopexin oder das Lymphokin Vascular Permeability Factor (VPF) Ursache der Podozytenschädigung.
Die Schädigung der Podozyten führt zu einer verminderten Synthese von Polyanionen wie Heparansulfat, die Ladungsselektivität der Blut-Harn-Schranke nimmt ab; kleine, negativ geladene Proteine wie Albumin werden nicht mehr im Blut zurückgehalten und erscheinen im Urin. Die Ausscheidung großer, neutraler Proteine nimmt dagegen nur unwesentlich zu, man spricht von einer selektiven Proteinausscheidung (Proteinurie).
Der diffuse Verlust der Podozyten-Fußfortsätze oder deren Abflachung beruht möglicherweise auf einer Verminderung von Dystroglykanen, Adhäsionsmolekülen, mit denen die Podozyten an der glomerulären Basalmembran verankert sind.

## Ätiologie
Weitaus die meisten Fälle der Minimal-Change-Glomerulonephritis sind idiopathisch, das heißt, die Ursache der Erkrankung (Ätiologie) ist nicht bekannt.
In seltenen Fällen ist jedoch eine Ursache nachweisbar:
- Nichtsteroidale Antiphlogistika
- andere Arzneimittel wie Ampicillin, Rifampicin, Interferon, Lithium, Tiopronin und Pamidronat.
- Krebserkrankungen, insbesondere Morbus Hodgkin, seltener Non-Hodgkin-Lymphom oder Leukämien. Auch eine Assoziation mit Thymom, Nierenzellkarzinom, Pankreaskarzinom, Duodenalkarzinom und Prostatakarzinom wurde beschrieben. Ursache ist möglicherweise die Sekretion von Zytokinen durch die Tumorzellen. Insgesamt ist die Assoziation mit Tumoren aber so selten, dass eine routinemäßige Tumorsuche nicht durchgeführt wird.
- Graft-versus-Host-Reaktion nach Stammzelltransplantation.
- Lupus erythematodes
- IgA-Nephritis
- Nahrungsmittelallergie

## Klinik
Die Minimal-Change-Glomerulonephritis (ältere Bezeichnung: Lipoidnephrose) äußert sich durch abruptes Auftreten eines nephrotischen Syndroms mit
- Proteinurie mit einem Proteinverlust von mehr als 1 g/m² Körperoberfläche pro Tag,
- Hypoproteinämie,
- peripheren Ödemen durch eine Hypalbuminämie von < 2,5 g/dl im Serum und einer
- Hyperlipoproteinämie.

Bei Kindern ist die Serum-Kreatinin-Konzentration meist normal, bei Erwachsenen kann sie auch geringgradig erhöht sein. Bei Erwachsenen ist häufig der Blutdruck erhöht. Selten kann es zu einem akuten Nierenversagen kommen.

## Diagnostik
Die Diagnose wird durch eine feingewebliche Untersuchung von Nierengewebe gestellt, welches durch Nierenpunktion (Nierenbiopsie) gewonnen wurde. Im Lichtmikroskop erscheinen die Nierenkörperchen normal oder weisen eine milde Vermehrung von Mesangiumzellen auf. Bei der immunhistochemischen Untersuchung sind keine Immunkomplexe nachweisbar. Im Elektronenmikroskop zeigen sich eine diffuse Verbreiterung und eine Verschmelzung der Fußfortsätze der Podozyten, spezialisierten Zellen des Nierenkörperchens, die einen wichtigen Bestandteil der Blut-Harn-Schranke bilden.
Behandlung der Wahl sind Glukokortikoide, die in über 90 % der Fälle zu einer kompletten Remission der Proteinurie führen. Wegen der Häufigkeit der Erkrankung im Kindesalter und des schnellen Ansprechens auf eine Behandlung innerhalb von wenigen Wochen wird bei Kindern meist auf eine Sicherung der Diagnose durch Nierenbiopsie verzichtet. Bei Erwachsenen ist das Krankheitsbild eine seltenere Ursache des nephrotischen Syndroms und es können mehrere Monate vergehen, bis die Erkrankung auf die Behandlung anspricht. Daher ist beim Erwachsenen vor Beginn einer Behandlung die Sicherung der Diagnose durch eine Nierenbiopsie erforderlich.
Differenzialdiagnostisch müssen andere Ursachen des nephrotischen Syndroms in Erwägung gezogen werden. Schwierigkeiten bereitet gelegentlich die Abgrenzung zur Fokal-Segmentalen Glomerulonephritis, bei der die Veränderungen der Podozyten-Fußfortsätze nicht von der Minimal-Change-Glomerulonephritis zu unterscheiden sind. Die charakteristischen, segmental sklerosierenden Veränderungen sind bei der Fokal-Segmentalen Glomerulonephritis nicht in allen Nierenkörperchen anzutreffen und werden bei einer Biopsie so unter Umständen nicht erfasst.
Eine noch umstrittene Sonderform ist die C1q-Nephropathie. Bei der immunhistologischen Untersuchung werden in den Nierenkörperchen Ablagerungen der Komplementkomponente C1q gefunden. Die Erkrankung tritt vorwiegend bei Kindern und jungen Erwachsenen auf. Die Proteinurie spricht schlecht auf Corticosteroide und Immunsuppressiva an, bezüglich der Nierenfunktion ist die Prognose aber günstig, wenn nur glomeruläre Minimalveränderungen gefunden werden. Spontanremissionen mit Verschwinden der C1q-Ablagerungen wurden beschrieben.

## Therapie

### Kinder
Bei Kindern mit nephrotischem Syndrom besteht eine hohe Wahrscheinlichkeit, dass eine Minimal-Change-Glomerulonephritis vorliegt. Aus diesem Grund wird ohne vorherige Sicherung der Diagnose durch Nierenbiopsie mit Prednison in hoher Dosierung begonnen. Einen Monat nach Verschwinden von Eiweiß aus dem Urin wird die Dosis von Prednison zunächst auf eine Gabe jeden zweiten Tag umgestellt und nach weiteren zwei Monaten wird die Dosis langsam reduziert.
Die meisten Kinder sprechen innerhalb von vier Wochen auf diese Behandlung an. Bei 30 % der Kinder tritt keine weitere Episode des nephrotischen Syndroms mehr auf, 10–20 % haben weniger als vier Rückfälle, die restlichen Kinder haben häufigere Rückfälle oder es kommt bereits bei der Dosisreduktion von Prednison zu einem Rückfall.
Kinder mit häufigen Rückfällen oder Kinder, bei denen das Prednison nie komplett abgesetzt werden kann, können alternativ drei Monate mit Cyclophosphamid behandelt werden, um die Nebenwirkungen von Prednison zu vermeiden.
Zehn Prozent der Kinder sprechen nicht auf Prednison an. Bei diesen Kindern besteht ein erhöhtes Risiko, im weiteren Verlauf der Erkrankung einen Verlust der Nierenfunktion zu erleiden. Bei etwa 20 % der Kinder, die nicht auf Prednison ansprechen, lässt sich eine Mutation in Genen nachweisen, die Proteine der Podozyten kodieren (NPHS2-Gen, WT1-Gen). Kinder, bei denen eine dieser Mutationen nachweisbar ist, sollten nicht immunsuppressiv behandelt werden. Kinder, bei denen kein Hinweis auf ein angeborenes nephrotisches Syndrom besteht, können versuchsweise mit Cyclosporin, Cyclophosphamid oder Chlorambucil behandelt werden. Ist eine immunsuppressive Behandlung erfolglos oder nicht sinnvoll, werden die Ödeme mit Einschränkung von Salz- und Flüssigkeitszufuhr sowie mit harntreibenden Medikamenten (Diuretika) behandelt. Kinder mit persistierendem nephrotischem Syndrom sind anfällig gegenüber Infekten und sollten daher gegen Pneumokokken und Varizellen geimpft werden.

### Erwachsene
Wird das nephrotische Syndrom nicht behandelt, können unter Umständen lebensbedrohliche Komplikationen wie Blutvergiftung oder Blutgerinnselbildung auftreten. Während die Diagnose bei Kindern die häufigste Ursache eines nephrotischen Syndroms ist, ist bei Erwachsenen zur Diagnosesicherung eine Nierenbiopsie obligat.
Die Erstlinientherapie erfolgt bei Erwachsenen mit Steroiden (z. B. Prednison). Alternativ kann eine Therapie mit Tacrolimus,  Cyclophosphamid oder Cyclosporin erfolgen und zeigt in 75-90 % ein gutes Ansprechen. Steroide sollten 2 Wochen nach Erreichen einer Vollremission ausgeschlichen werden und für maximal 16 Wochen durchgeführt werden.
Die Rezidivrate im Erwachsenenalter liegt zwischen 65 und 80 %. Im Falle häufiger Rezidive ist eine längerfristige Basistherapie mit Cyclosporin, MMF, Cyclophosphamid oder Rituximab.
Weiterhin gilt es, die arterielle Hypertonie mit einem ACE-Hemmern oder mit einem AT1-Antagonisten zu behandeln, auch mit dem Ziel, die Proteinurie zu senken. Die Fettstoffwechselstörung wird mit Statinen therapiert. Bei ausgeprägtem nephrotischen Syndrom kann auch die Gabe von harntreibenden (Diuretika) und gerinnungshemmenden (Antikoagulanzien) Medikamenten erforderlich werden.

## Prognose
Im Allgemeinen ist die Prognose der Minimal-Change-Glomerulonephritis gut. Bei Kindern führt die Behandlung mit Prednisolon bei ca. einem Drittel der Patienten zu einem vollständigen Nachlassen der Krankheitssymptome (Vollremission), bei etwa 30 % der Betroffenen treten jedoch häufige Rückfälle auf (“frequent relapsers”).
Bei diesen Patienten oder bei Patienten, bei denen Prednison nicht abgesetzt werden kann, weil dies zu einem Rückfall führen würde (steroidabhängige Minimal-Change-Glomerulonephritis), muss bei 10–40 % der Betroffenen damit gerechnet werden, dass die Erkrankung bis in das Erwachsenenalter fortbesteht. Als Komplikationen der Grunderkrankung bzw. der Behandlung können dann Bluthochdruck, Osteoporose, Grauer Star (Katarakt) und Veränderungen der Spermien auftreten.